# Pazderna
Pazderna (deutsch Pazdierna, auch Pasdierna) ist eine Gemeinde in Tschechien. Sie liegt sieben Kilometer nordöstlich von Frýdek-Místek und gehört zum Okres Frýdek-Místek.

## Geographie
Pazderna erstreckt sich in der Talmulde des Baches Pazderna im Beskidenvorland. Nordöstlich liegt der Stausee Žermanice. Im Süden verläuft die Schnellstraße R 48 von Frýdek-Místek nach Český Těšín, von der Pazderna über die Abfahrt Dobrá erreichbar ist.
Nachbarorte sind Špluchov und Žermanice im Norden, Lučina im Nordosten, Kocurovice und Horní Domaslavice im Osten, Podlesí und Vojkovice im Südosten, Nošovice und Dobrá im Süden, Panské Nové Dvory, Nové Dvory und Frýdek im Südwesten, Nová Osada und Černá Zem im Westen sowie Sedliště und Bruzovice im Nordwesten.

## Geschichte
Das Dorf war ursprünglich Teil des Herzogtums Teschen und wurde wahrscheinlich um 1570 angelegt. Erstmals urkundlich erwähnt wurde das aus 14 Anwesen bestehende Dorf Pazdiernaw im Jahre 1573, als Herzog Wenzel von Teschen das Dorf zusammen mit der ganzen Friedecker Herrschaft an die Brüder Georg und Matthias von Logau verkaufte und es damit endgültig von seinem Herzogtum abtrennte. Bis zur Aufhebung der Patrimonialherrschaften blieb das Dorf bei Friedeck. Die Bewohner lebten größtenteils von der Landwirtschaft.
1850 entstand die politische Gemeinde Pazdzierna im Bezirk Teschen. Im Jahre 1907 eröffnete im Dorf eine eigene Schule. 1908 wurde die Gemeinde in den Bezirk Friedek eingeordnet und kam nach dem Zweiten Weltkrieg zum Okres Místek. Seit 1961 gehört Sedliště zum Okres Frýdek-Místek. 1973 erfolgte die Schließung der Schule. Zwischen 1980 und 1990 war Pazderna als Dobrá 5-Pazderna  nach Dobrá eingemeindet. 1999 zog das Gemeindeamt in die frühere Schule. Pazderna besteht aus 68 Häusern.

## Gemeindegliederung
Für die Gemeinde Pazderna sind keine Ortsteile ausgewiesen.

## Sehenswürdigkeiten
- Kapelle des hl. Johannes von Nepomuk, erbaut 1871
- eisernes Kruzifix